# Đường cao tốc vành đai 2 vùng thủ đô Seoul
Đường cao tốc vành đai 2 vùng thủ đô (Đường cao tốc 400) (Tiếng Hàn: 수도권제2순환고속도로, Romaja: Sodogwon Je2sunhwan Gosokdoro, Hanja: 首都圈第二循環高速道路) hay Đường cao tốc số 400 (Tiếng Hàn: 고속국도 제400호선) là một đường cao tốc, đường vành đai hoặc đường vòng quanh thành phố trong vùng thủ đô Seoul nối Gyeonggi-do và Incheon với điểm đầu và điểm cuối tại Hwaseong-si, Gyeonggi-do. Nó thuộc dạng vành đai lưu thông ra bên ngoài của Đường cao tốc vành đai 1 vùng thủ đô, khi hoàn thành toàn bộ đoạn tuyến sẽ có tổng chiều dài lên tới 263,4 km. Tổng cộng có 12 phần đang được xây dựng và phần ngoại trừ phần Ansan~Incheon đang được xây dựng với mục tiêu hoàn thành vào năm 2026. Đường cao tốc này có sự kết hợp giữa các phần tài chính quốc gia do Tổng công ty đường cao tốc Hàn Quốc điều hành và các phần do tư nhân tài trợ do khu vực tư nhân điều hành.

## Chi tiết tuyến đường

### Số làn đường
- 4 hoặc 6 chuyến khứ hồi cho tất cả các phần

### Tổng chiều dài
- 263.4 km

### Tốc độ giới hạn
- Tối đa: 100 km/h, Tối thiểu: 50 km/h

### Đường hầm
| Tên                | Vị trí                                                                                                   | Chiều dài | Ngày hoàn thành | Ghi chú           |
| ------------------ | --- | --------- | --------------- | ----------------- |
| Hầm Pilbongsan     | Naesammi-dong, Osan-si, Gyeonggi-do                                                                      | 338m      | 2009            | Hướng đi Dongtan  |
| Hầm Pilbongsan     | Naesammi-dong, Osan-si, Gyeonggi-do                                                                      | 384m      | 2009            | Hướng đi Bongdam  |
| Hầm Bongdam        | Sanggi-ri, Bongdam-eup, Hwaseong-si, Gyeonggi-do Bibong-myeon, Hwaseong-si, Gyeonggi-do                  | 560m      | 2021            | Hướng đi Hwaseong |
| Hầm Bongdam        | Sanggi-ri, Bongdam-eup, Hwaseong-si, Gyeonggi-do Bibong-myeon, Hwaseong-si, Gyeonggi-do                  | 555m      | 2021            | Hướng đi Mado     |
| Hầm Paltan         | Hadeo-ri, Paltan-myeon, Hwaseong-si, Gyeonggi-do Musong-ri, Namyang-eup, Hwaseong-si, Gyeonggi-do        | 355m      | 2021            | Hướng đi Hwaseong |
| Hầm Paltan         | Hadeo-ri, Paltan-myeon, Hwaseong-si, Gyeonggi-do Musong-ri, Namyang-eup, Hwaseong-si, Gyeonggi-do        | 380m      | 2021            | Hướng đi Mado     |
| Hầm Incheonbukhang | Sinheung-dong 3-ga, Jung-gu, Incheon                                                                     | 614m      | 2017            | Điểm đầu          |
| Hầm Incheonbukhang | Songhyeon-dong, Dong-gu, Incheon                                                                         | 4,630m    | 2017            | Hầm NATM          |
| Hầm Incheonbukhang | Wonchang-dong, Seo-gu, Incheon                                                                           | 300m      | 2017            | Điểm cuối         |
| Hầm Suansan        | Daeneung-ri, Daegot-myeon, Gimpo-si, Gyeonggi-do                                                         | 245m      | 2017            | Hướng đi Gimpo    |
| Hầm Suansan        | Daeneung-ri, Daegot-myeon, Gimpo-si, Gyeonggi-do                                                         | 220m      | 2017            | Hướng đi Incheon  |
| Hầm Seokmunryeong  | Songuri, Soheul-eup, Pocheon-si, Gyeonggi-do                                                             | 1,658m    | 2017            | Cả 2 hướng        |
| Hầm Sinri          | Sancheok-dong, Hwaseong-si, Gyeonggi-do                                                                  | 392m      | 2022            | Cả 2 hướng        |
| Hầm Dongtan        | Cheonggye-dong, Hwaseong-si, Gyeonggi-do                                                                 | 865m      | 2022            | Cả 2 hướng        |
| Hầm Mubongsan      | Jigok-dong, Giheung-gu, Yongin-si, Gyeonggi-do                                                           | 2,267m    | 2022            | Cả 2 hướng        |
| Hầm Jigok          | Samga-dong, Cheoin-gu, Yongin-si, Gyeonggi-do                                                            | 498m      | 2022            | Cả 2 hướng        |
| Hầm Samga          | Yubang-dong, Cheoin-gu, Yongin-si, Gyeonggi-do                                                           | 760m      | 2022            | Cả 2 hướng        |
| Hầm Pogok          | Pogok-eup, Cheoin-gu, Yongin-si, Gyeonggi-do                                                             | 575m      | 2022            | Cả 2 hướng        |
| Hầm Daedae         | Yangji-myeon, Cheoin-gu, Yongin-si, Gyeonggi-do                                                          | 617m      | 2022            | Cả 2 hướng        |
| Hầm Jeongsu        | Jeongsu-ri, Yangji-myeon, Cheoin-gu, Yongin-si, Gyeonggi-do                                              | 330m      | 2022            | Cả 2 hướng        |
| Hầm Bangdo         | Bangdo-ri, Docheok-myeon, Gwangju-si, Gyeonggi-do                                                        | 910m      | 2022            | Cả 2 hướng        |
| Hầm Nogok          | Nogok-ri, Docheok-myeon, Gwangju-si, Gyeonggi-do                                                         | 255m      | 2022            | Cả 2 hướng        |
| Hầm Okcheon        | Asin-ri, Okcheon-myeon, Yangpyeong-gun, Gyeonggi-do                                                      | 770m      | 2023            | Cả 2 hướng        |
| Hầm Yangseo 1      | Jeungdong-ri, Yangseo-myeon, Yangpyeong-gun, Gyeonggi-do                                                 | 425m      | 2023            | Cả 2 hướng        |
| Hầm Yangseo 2      | Cheonggye-ri, Yangseo-myeon, Yangpyeong-gun, Gyeonggi-do                                                 | 3430m     | 2023            | Cả 2 hướng        |
| Hầm Yangseo 3      | Mokwang-ri, Yangseo-myeon, Yangpyeong-gun, Gyeonggi-do                                                   | 2617m     | 2023            | Cả 2 hướng        |
| Hầm Yangseo 4      | Suip-ri, Seojong-myeon, Yangpyeong-gun, Gyeonggi-do                                                      | 957m      | 2023            | Cả 2 hướng        |
| Hầm Munansan       | Sambong-ri, Joan-myeon, Namyangju-si, Gyeonggi-do Changhyeon-ri, Hwado-eup, Namyangju-si, Gyeonggi-do    | 3,942m    | 2023            | Cả 2 hướng        |
| Hầm Changhyeon     | Changhyeon-ri, Hwado-eup, Namyangju-si, Gyeonggi-do Wolsan-ri, Hwado-eup, Namyangju-si, Gyeonggi-do      | 1,124m    | 2024            | Cả 2 hướng        |
| Hầm Dalmoe         | Wolsan-ri, Hwado-eup, Namyangju-si, Gyeonggi-do Songcheon 1-ri, Sudong-myeon, Namyangju-si, Gyeonggi-do  | 1,584m    | 2024            | Cả 2 hướng        |
| Hầm Unsu           | Songcheon 1-ri, Sudong-myeon, Namyangju-si, Gyeonggi-do Unsu-ri, Sudong-myeon, Namyangju-si, Gyeonggi-do | 1,207m    | 2024            | Cả 2 hướng        |
| Hầm Sudong         | Susan-ri, Sudong-myeon, Namyangju-si, Gyeonggi-do Eumhyeon-ri, Sudong-myeon, Namyangju-si, Gyeonggi-do   | 3,522m    | 2024            | Cả 2 hướng        |
| Hầm Jinmok         | Jinmok 3-ri, Naechon-myeon, Pocheon-si, Gyeonggi-do Gomo-ri, Naechon-myeon, Pocheon-si, Gyeonggi-do      | 3,245m    | 2024            | Cả 2 hướng        |

## Nút giao thông · Giao lộ
- IC và JC: Giao lộ, TG: Trạm thu phí, SA: Khu vực dịch vụ.
- Đơn vị đo khoảng cách là km.
- Đối với phần trùng lặp, hãy tham khảo màu nền của cột số.
  - Phần màu xanh lam nhạt (■): Đoạn đi trùng với Đường cao tốc Pyeongtaek–Paju
  - Phần màu xanh lục nhạt (■): Đoạn đi trùng với Đường cao tốc Pyeongtaek–Siheung
  - Phần màu xanh nhạt (■): Đoạn đi trùng với Đường cao tốc Jungbu Naeryuk (Đây không phải là đoạn được chỉ định là Đường cao tốc vành đai 2 vùng thủ đô, nhưng được đưa vào bảng vì trên thực tế nó là một phần của mạng lưới vành đai)

| Số | Tên                  | Tên             | Khoảng cách | Tổng khoảng cách | Kết nối                                                                   | Vị trí      | Vị trí         | Ghi chú                                                                                             |
| Số | Tiếng Anh            | Hangul          | Khoảng cách | Tổng khoảng cách | Kết nối                                                                   | Vị trí      | Vị trí         | Ghi chú                                                                                             |
| -- | -------------------- | --------------- | ----------- | ---------------- | ------------------------------------------------------------------------- | ----------- | -------------- | --------------------------------------------------------------------------------------------------- |
| 1  | Hwaseong JC          | 화성 분기점     |             | 18.30            | Đường cao tốc Pyeongtaek–Paju Tỉnh lộ 309                                 | Gyeonggi-do | Hwaseong-si    | |
| 2  | Jeongnam             | 정남            | 1.54        | 19.84            | Tỉnh lộ 309 (Sesa-ro) Tỉnh lộ 322 (Sesa-ro)                               | Gyeonggi-do | Hwaseong-si    | Đi trùng với tỉnh lộ 309                                                                            |
| 3  | W.Osan JC            | 서오산 분기점   | 2.74        | 22.58            | Đường cao tốc Pyeongtaek–Paju Đường cao tốc Osan–Hwaseong                 | Gyeonggi-do | Hwaseong-si    | |
| SA | Osan SA              | 오산휴게소      |             |                  |                                                                           | Gyeonggi-do | Osan-si        | Cả 2 hướng                                                                                          |
| 4  | N.Osan               | 북오산          | 5.59        | 28.17            | Quốc lộ 1 (Gyeonggi-daero) Tỉnh lộ 317 (Gyeonggi-daero·Gyeonggidong-ro)   | Gyeonggi-do | Osan-si        | |
| 5  | Dongtan JC           | 동탄 분기점     | 3.67        | 31.84            | Đường cao tốc Gyeongbu                                                    | Gyeonggi-do | Hwaseong-si    | Trường hợp đi hướng Hwaseong thì không thể đi vào Đường cao tốc Gyeongbu (hướng Seoul)              |
| 1  | Dongtan              | 동탄            |             |                  | Tỉnh lộ 84 (Dongtanchidongcheon-ro)                                       | Gyeonggi-do | Hwaseong-si    | |
| 2  | W.Yongin             | 서용인          |             |                  | Jungbu-daero Dongbaekjukjeon-daero                                        | Gyeonggi-do | Yongin-si      | |
| 3  | W.Yongin JC          | 서용인 분기점   |             |                  | Đường cao tốc Yeongdong                                                   | Gyeonggi-do | Yongin-si      | Trong trường hợp đi theo hướng Hwaseong, không thể đi vào Đường cao tốc Yeongdong (hướng Gangneung) |
| 4  | Pogok                | 포곡            |             |                  | Seokseong-ro                                                              | Gyeonggi-do | Yongin-si      | |
| 5  | N.Yongin JC          | 북용인 분기점   |             |                  | Đường cao tốc Sejong–Pocheon                                              | Gyeonggi-do | Yongin-si      | |
| 6  | Docheok              | 도척            |             |                  | Tỉnh lộ 98 (Docheok-ro)                                                   | Gyeonggi-do | Gwangju-si     | |
| 7  | Gonjiam JC           | 곤지암 분기점   |             | 62.90            | Đường cao tốc Jungbu                                                      | Gyeonggi-do | Gwangju-si     | |
|    | Sinchon              | 신촌            |             |                  | Gyeongchung-daero                                                         | Gyeonggi-do | Gwangju-si     | |
| SA | Gonjiam SA           | 곤지암 휴게소   |             |                  |                                                                           | Gyeonggi-do | Gwangju-si     | (Khu vực nghỉ ngơi tạm thời)                                                                        |
|    | Sanbuk               | 산북            |             |                  | Tỉnh lộ 98 (Gwangyeo-ro)                                                  | Gyeonggi-do | Yeoju-si       | |
|    | S.Yangpyeong JC      | 남양평 분기점   |             | 82.27            | Đường cao tốc Jungbu Naeryuk                                              | Gyeonggi-do | Yeoju-si       | |
| SA | S.Hangang SA         | 남한강휴게소    |             |                  |                                                                           | Gyeonggi-do | Yangpyeong-gun | |
|    | S.Yangpyeong         |                 |             |                  | Tỉnh lộ 98 (Gangnam-ro) Yangpyeongdaegyo-gil                              | Gyeonggi-do | Yangpyeong-gun | Nút giao chỉ có Hi-Pass                                                                             |
| 30 | Yangpyeong           | 양평            |             |                  | Đường cao tốc Jungbu Naeryuk Quốc lộ 6 (Gyeonggang-ro)                    | Gyeonggi-do | Yangpyeong-gun | |
| 31 | Dumulmeori           | 두물머리        |             |                  | Mokwang-ro                                                                | Gyeonggi-do | Yangpyeong-gun | Nút giao chỉ có Hi-Pass                                                                             |
| 32 | Joan                 | 조안            |             |                  | Bukhangang-ro                                                             | Gyeonggi-do | Namyangju-si   | |
| 7  | Hwado JC             | 화도 분기점     |             |                  | Đường cao tốc Seoul–Yangyang                                              | Gyeonggi-do | Namyangju-si   | |
| 6  | Dalmoe               | 달뫼            |             |                  | Gyeongchun-ro                                                             | Gyeonggi-do | Namyangju-si   | |
| 5  | Sudong               | 수동            |             |                  | Tỉnh lộ 98 (Namga-ro)                                                     | Gyeonggi-do | Namyangju-si   | |
| SA | Sudong SA            | 수동휴게소      |             |                  |                                                                           | Gyeonggi-do | Namyangju-si   | |
| 4  | Sudong SA IC         | 수동휴게소      |             |                  | Cheolmasan-ro                                                             | Gyeonggi-do | Namyangju-si   | Nút giao chỉ có Hi-Pass                                                                             |
| 3  | Naechon              | 내촌            |             |                  | Quốc lộ 47 (Gimpo-daero)                                                  | Gyeonggi-do | Pocheon-si     | |
| 2  | Gomo                 | 고모            |             |                  | Tỉnh lộ 383 (Jugyeopsan-ro)                                               | Gyeonggi-do | Pocheon-si     | |
| 1  | Soheul JC            | 소흘 분기점     | 4.20        | 6.00             | Đường cao tốc Sejong–Pocheon                                              | Gyeonggi-do | Pocheon-si     | |
| 2  | Okjeong              | 옥정            | 1.80        | 1.80             | Tỉnh lộ 56 (Hwahap-ro)                                                    | Gyeonggi-do | Yangju-si      | Chỉ hướng Pocheon và Yangju                                                                         |
| 3  | Yangju               | 양주            | -           | 0.00             | Tỉnh lộ 56 (Hwahap-ro) Quốc lộ 3 (Shinpyeonghwa-ro)                       | Gyeonggi-do | Yangju-si      | |
|    | Deokjeong            | 덕정            |             |                  | Pyeonghwa-ro                                                              | Gyeonggi-do | Yangju-si      | |
|    | Gwangjeok            | 광적            |             |                  | Tỉnh lộ 39 (Samil-ro)                                                     | Gyeonggi-do | Yangju-si      | |
|    | Beobwon              | 법원            |             |                  | Tỉnh lộ 56 (Paju-ro) Bogwang-ro                                           | Gyeonggi-do | Paju-si        | |
| SA | Paju SA              | 파주휴게소      |             |                  |                                                                           | Gyeonggi-do | Paju-si        | Cả 2 hướng                                                                                          |
|    | Donae                | 도내            |             |                  | Tỉnh lộ 78 (Jeongmun-ro)                                                  | Gyeonggi-do | Paju-si        | |
|    | Paju JC              | 파주 분기점     |             |                  | Đường cao tốc Pyeongtaek–Paju                                             | Gyeonggi-do | Paju-si        | |
|    | Unjeong              | 운정            |             |                  | Tỉnh lộ 357 (Nambuk-ro)                                                   | Gyeonggi-do | Paju-si        | |
|    | Songchon             | 송촌            |             |                  | Soraji-ro                                                                 | Gyeonggi-do | Paju-si        | |
|    | Haseong              | 하성            |             |                  |                                                                           | Gyeonggi-do | Gimpo-si       | |
| SA | Gimpo SA             | 김포휴게소      |             |                  |                                                                           | Gyeonggi-do | Gimpo-si       | |
| 5  | W.Gimpo-Tongjin      | 서김포통진      | 4.44        | 28.88            | Quốc lộ 48 (Gimpo-daero)                                                  | Gyeonggi-do | Gimpo-si       | |
| 4  | Daegot               | 대곶            | 5.74        | 24.40            | Tỉnh lộ 356 (Daemyeonghang-ro) Daegotbuk-ro                               | Gyeonggi-do | Gimpo-si       | |
| 3  | Geomdan-Yangchon     | 검단양촌        | 4.66        | 18.70            | Tỉnh lộ 84 Geomdan-ro Hwanggeum 1-ro                                      | Incheon     | Seo-gu         | |
| 2  | N.Cheongna           | 북청라          | 5.00        | 14.04            | Gyeonginhang-daero Hwangyeong-ro ( Đường cao tốc sân bay Quốc tế Incheon) | Incheon     | Seo-gu         | Khi đi vào nút giao, kết nối gián tiếp với N.Incheon IC trên Đường cao tốc Sân bay Quốc tế Incheon  |
| TG | Cheongna-Wonchang TG | 청라원창 요금소 |             |                  |                                                                           | Incheon     | Seo-gu         | Trạm thu phí chính                                                                                  |
| 1  | S.Cheongna JC        | 남청라 분기점   | 9.04        | 9.04             | Bongo-daero                                                               | Incheon     | Seo-gu         | |
|    | Incheonhang          | 인천항사거리    |             |                  | Seohae-daero Inhang-ro (Incheon-daero) ( Đường cao tốc Gyeongin)          | Incheon     | Jung-gu        | Chỉ được phép vào Gimpo và vào Incheon                                                              |
|    | Namhang              | 남항 교차로     | -           | 0.00             | Seohae-daero                                                              | Incheon     | Jung-gu        | |
|    | Aam                  | 아암            |             |                  |                                                                           | Incheon     | Yeonsu-gu      | |
|    | Songdo JC            | 송도 분기점     |             |                  | Đường cao tốc Gyeongin thứ hai                                            | Incheon     | Yeonsu-gu      | |
|    | Songdo Hi-pass       | 송도하이패스    |             |                  |                                                                           | Incheon     | Yeonsu-gu      | Nút giao chỉ có Hi-Pass                                                                             |
|    | S.Songdo             | 남송도          |             |                  |                                                                           | Incheon     | Yeonsu-gu      | |
|    | Oido                 | 오이도          |             |                  |                                                                           | Gyeonggi-do | Siheung-si     | |
| 6  | Sihwa                | 시화            |             | 2.40             | Jeongwangcheon-ro                                                         | Gyeonggi-do | Siheung-si     | |
| 1  | S.Ansan JC           | 남안산 분기점   | -           | 0.00             | Đường cao tốc Pyeongtaek–Siheung                                          | Gyeonggi-do | Ansan-si       | |
|    | Gojeong              | 고정            |             |                  |                                                                           | Gyeonggi-do | Hwaseong-si    | |
| SA | Songsan Podo SA      | 송산포도휴게소  |             |                  |                                                                           | Gyeonggi-do | Hwaseong-si    | Cả 2 hướng                                                                                          |
|    | Songsan-Mado         | 송산마도        | 11.32       | 22.30            | Tỉnh lộ 305 (Seogang-ro·Songsan-ro·Hwaseong-ro) Tỉnh lộ 322 (Hwaseong-ro) | Gyeonggi-do | Hwaseong-si    | |
| 7  | Mado JC              | 마도 분기점     | -           | 0.00             | Đường cao tốc Pyeongtaek–Siheung                                          | Gyeonggi-do | Hwaseong-si    | |
| 6  | Mado                 | 마도            |             |                  | Madogongdan-ro                                                            | Gyeonggi-do | Hwaseong-si    | |
| 5  | Hwaseong             | 화성            |             |                  | Quốc lộ 77 (Namyang-ro) Tỉnh lộ 313 (Namyang-ro)                          | Gyeonggi-do | Hwaseong-si    | |
| 4  | Paltan JC            | 팔탄 분기점     |             |                  | Đường cao tốc Seohaean                                                    | Gyeonggi-do | Hwaseong-si    | |
| 3  | S.Bibong-Paltan      | 남비봉팔탄      |             |                  | Quốc lộ 39 (Seohae-ro) Pureundeulpan-ro                                   | Gyeonggi-do | Hwaseong-si    | |
| 2  | S.Bongdam            | 남봉담          |             |                  | Quốc lộ 43 (Bongyeong-ro)                                                 | Gyeonggi-do | Hwaseong-si    | |
| 1  | Hwaseong JC          | 화성 분기점     |             | 18.30            | Đường cao tốc Pyeongtaek–Paju Tỉnh lộ 309                                 | Gyeonggi-do | Hwaseong-si    | |

## Khu vực đi qua
Phần chưa mở được viết bằng chữ in nghiêng.

### Gyeonggi-do
- Siheung-si Jeongwang-dong - Ansan-si Danwon-gu Seonggok-dong - Hwaseong-si (Mado-myeon · Namyang-eup · Paltan-myeon · Bibong-myeon · Bongdam-eup · Jeongnam-myeon) - Osan-si (Seorang-dong · Jigot-dong · Geumam-dong · Naesammi-dong) - Hwaseong-si (Geumgok-dong · Banggyo-dong ·  Osan-dong · Cheonggye-dong · Yeongcheon-dong) - Yongin-si Giheung-gu Jigok-dong - Cheoin-gu (Samga-dong · Yuyu-dong · Pogok-eup · Yangji-myeon) - Gwangju-si (Docheok-myeon ·  Gonjiam-eup) - Icheon-si Sindun-myeon - Yeoju-si Sanbuk-myeon

### Incheon
- Jung-gu (Shinheung-dong 3-ga · Hang-dong 7-ga · Sinheung-dong 2-ga · Yulmok-dong · Gyeong-dong) - Dong-gu (Changyeong-dong · Geumgok-dong · Songrim-dong · Songhyeon-dong · Hwapyeong-dong - Hwasu-dong · Songhyeon-dong) - Seo-gu (Wonchang-dong · Cheongna-dong · Oryu-dong)

### Gyeonggi-do
- Gimpo-si (Yangchon-eup · Daegot-myeon · Tongjin-eup · Haseong-myeon) - Paju-si (Sinchon-dong · Songchon-dong · Yeondasan-dong · Tanhyeon-myeon · Macgeum-dong · Geomsan-dong · Yadong-dong · Wollong-myeon · Paju-eup · Beobwon-eup) - Yangju-si (Gwangjeok-myeon · Eunhyeon-myeon · Hoejeong-dong · Deokjeong-dong · Bongyang-dong · Hoeam-dong · Yuljeong-dong) - Pocheon-si (Soheul-eup · Naechon-myeon) - Namyangju-si (Jinjeop-eup · Sudong-myeon · Hwado-eup · Joan-myeon) - Yangpyeong-gun (Seojong-myeon · Yangseo-myeon · Seojong-myeon · Yangseo-myeon · Okcheon-myeon)

## Kế hoạch xây dựng
| 25km Đang xây dựng (Nhà nước) Dự kiến năm 2027 | Beopwon IC (Paju-si)                 | 24km Đang xây dựng (Nhà nước) Dự kiến tháng 12 năm 2024 | Yangju IC                            | 6km Hoàn thành năm 2017 (Tư nhân)    | Soheul JC (Pocheon-si)               | 28.7km Hoàn thành năm 2024 (Tư nhân)           |
| W.Gimpo-Tongjin IC (Gimpo-si)                  | Đường cao tốc vành đai 2 vùng thủ đô | Đường cao tốc vành đai 2 vùng thủ đô                    | Đường cao tốc vành đai 2 vùng thủ đô | Đường cao tốc vành đai 2 vùng thủ đô | Đường cao tốc vành đai 2 vùng thủ đô | Hwado JC (Namyangju-si)                        |
| 28km Hoàn thành năm 2017 (Tư nhân)             | Đường cao tốc vành đai 2 vùng thủ đô | Đường cao tốc vành đai 2 vùng thủ đô                    | Đường cao tốc vành đai 2 vùng thủ đô | Đường cao tốc vành đai 2 vùng thủ đô | Đường cao tốc vành đai 2 vùng thủ đô | 17.6km Hoàn thành năm 2024 (Nhà nước)          |
| Namhang IS (Incheon)                           | Đường cao tốc vành đai 2 vùng thủ đô | Đường cao tốc vành đai 2 vùng thủ đô                    | Đường cao tốc vành đai 2 vùng thủ đô | Đường cao tốc vành đai 2 vùng thủ đô | Đường cao tốc vành đai 2 vùng thủ đô | Yangpyeong IC                                  |
| 19km Thiết kế (Nhà nước) Dự kiến năm 2029      | Đường cao tốc vành đai 2 vùng thủ đô | Đường cao tốc vành đai 2 vùng thủ đô                    | Đường cao tốc vành đai 2 vùng thủ đô | Đường cao tốc vành đai 2 vùng thủ đô | Đường cao tốc vành đai 2 vùng thủ đô | 10km Hoàn thành năm 2012 (Nhà nước)            |
| Sihwa IC (Ansan-si)                            | Đường cao tốc vành đai 2 vùng thủ đô | Đường cao tốc vành đai 2 vùng thủ đô                    | Đường cao tốc vành đai 2 vùng thủ đô | Đường cao tốc vành đai 2 vùng thủ đô | Đường cao tốc vành đai 2 vùng thủ đô | S.Yangpyeong JC                                |
| 2.42km Hoàn thành năm 2023 (Tư nhân)           | Đường cao tốc vành đai 2 vùng thủ đô | Đường cao tốc vành đai 2 vùng thủ đô                    | Đường cao tốc vành đai 2 vùng thủ đô | Đường cao tốc vành đai 2 vùng thủ đô | Đường cao tốc vành đai 2 vùng thủ đô | 21km Đang xây dựng (Nhà nước) Dự kiến năm 2026 |
| S.Ansan JC (Ansan-si)                          | Đường cao tốc vành đai 2 vùng thủ đô | Đường cao tốc vành đai 2 vùng thủ đô                    | Đường cao tốc vành đai 2 vùng thủ đô | Đường cao tốc vành đai 2 vùng thủ đô | Đường cao tốc vành đai 2 vùng thủ đô | Gonjiam JC (Gwangju-si)                        |
| 9km Hoàn thành năm 2013 (Tư nhân)              | Mado JC (Hwaseong-si)                | 18km Hoàn thành năm 2021 (Tư nhân)                      | Hwaseong JC                          | 17km Hoàn thành năm 2009 (Tư nhân)   | Dongtan JC                           | 31km Hoàn thành năm 2022 (Tư nhân)             |

### Phần Gimpo ~ Paju (Đầu tư công)
- W.Gimpo-Tongjin IC, Yangchon-eup, Gimpo-si, Gyeonggi-do ~ Beobwon IC, Beobwon-eup, Paju-si, Gyeonggi-do 25.4 km (Khứ hồi 4 làn xe)
  - Nghiên cứu khả thi sơ bộ: Tháng 5 năm 2009
  - Nghiên cứu khả thi: Tháng 12 năm 2009 ~ Tháng 10 năm 2011
  - Thiết kế cơ bản/chi tiết: Năm 2012 ~ Tháng 12 năm 2016 (* Trừ đoạn qua sông Hán)
  - Thi công: 27 tháng 2 năm 2019 - Năm 2025 (dự kiến)
- Nút giao thông · giao lộ
  - Tên của các nút giao/giao lộ khác với W.Gimpo-Tongjin IC vẫn chưa được hoàn thiện và có thể được thay đổi sau.
  - W.Gimpo-Tongjin IC (Quốc lộ 48)
  - Haseong IC (Tỉnh lộ 78)
  - Unjeong IC (Tỉnh lộ 357)
  - Paju JC (Đường cao tốc Pyeongtaek–Paju)
  - Donae IC (Tỉnh lộ 78)
  - Beopwon IC (Tỉnh lộ 56)

### Phần Yangju ~ Paju (Đầu tư công)
- Yangju IC, Hoecheon-dong, Yangju-si, Gyeonggi-do ~ Beopwon IC, Beopwon-eup, Paju-si, Gyeonggi-do dài 24.8 km (Khứ hồi 4 làn xe)
  - Nghiên cứu khả thi sơ bộ: Tháng 5 năm 2009
  - Nghiên cứu khả thi: Tháng 12 năm 2009 ~ Tháng 10 năm 2011
  - Thiết kế cơ bản/chi tiết: Năm 2012 ~ Tháng 12 năm 2015
  - Thi công: 2 tháng 3 năm 2017 - Tháng 12 năm 2023 (dự kiến)
- Nút giao thông · giao lộ
  - Tên của các nút giao thông/giao lộ khác với Yangju IC vẫn chưa được hoàn thiện và có thể được thay đổi sau này.
  - Yangju IC (Shinpyeonghwa-ro)
  - Deokjeong IC (Pyeonghwa-ro)
  - Gwangjeok IC (Tỉnh lộ 39)
  - Beopwon IC (Tỉnh lộ 56)

### Phần Yangpyeong ~ Hwado (Đầu tư công)
- Yangpyeong IC của Đường cao tốc Jungbu Naeruyk ~ Hwado JC của Đường cao tốc Seoul–Yangyang dài 17.62 km (Khứ hồi 4 làn xe)
  - Chỉ định thầu ưu tiên: Tháng 12 năm 2007
  - Rút tên đối tác ưu đãi: Tháng 10/2008 / Không đáp ứng yêu cầu 'nộp cam kết đầu tư vô điều kiện' trong thông báo của bên thứ ba
  - Kiện tụng và chuyển sang kinh doanh tài chính quốc gia: Tháng 10 năm 2008 ~ Tháng 12 năm 2010
  - Thiết kế: Tháng 12 năm 2012 ~ 19 tháng 5 năm 2014
  - Thi công: 19 tháng 5 năm 2014 - Tháng 12 năm 2023 (dự kiến)
- Nút giao thông · giao lộ
  - Tên của các nút giao/ngã ba khác với Yangpyeong IC vẫn chưa được hoàn thiện và có thể được thay đổi sau này.
  - Yangpyeong IC (Đường cao tốc Jungbu Naeruyk, Quốc lộ 6 Gyeonggang-ro)
  - Dumulmeori IC[2] (Mokwang-ro)
  - Joan IC[3] (Quốc lộ 45 Bukhangang-ro)
  - Hwado JC[4] (Đường cao tốc Seoul–Yangyang)

### Phần Pocheon ~ Hwado (Đầu tư tư nhân)
- Soheul JC của Đường cao tốc Sejong–Pocheon, Soheul-eup, Pocheon-si, Gyeonggi-do ~ Hwado JC của Đường cao tốc Seoul–Yangyang dài 28,71 kmkm (Khứ hồi 4 làn xe)
  - Đề xuất ban đầu: Tháng 3 năm 2007
  - Chỉ định thầu ưu tiên: Tháng 7 năm 2011
  - Thiết kế: Tháng 12 năm 2012 - 28 tháng 12 2018
  - Thi công: 28 tháng 12 2018 - Tháng 12 năm 2023
- Nút giao thông · giao lộ
  - Tên của các nút giao/giao lộ khác ngoài Soheul JC vẫn chưa được hoàn thiện và có thể được thay đổi sau này.
  - Hwado JC (Đường cao tốc Seoul–Yangyang)
  - Sudong IC (Tỉnh lộ 387)
  - Naechon IC (Quốc lộ 47)
  - Gomo IC (Tỉnh lộ 98)[5]
  - Soheul JC (Đường cao tốc Sejong–Pocheon)
- Công ty quản lý : Pocheon Hwado Expressway Co. , Ltd.

### Phần Yangpyeong ~ Icheon (Đầu tư công)
- S.Yangpyeong JC của Đường cao tốc Jungbu Naeruyk (dự kiến được thành lập mới) ~ Gonjiam JC của Đường cao tốc Jungbu dài 23.4 km (Khứ hồi 4 làn xe)
  - Nghiên cứu khả thi sơ bộ: Tháng 12 năm 2009 ~ Tháng 4 năm 2010 (B/C = 0.80)
  - Nghiên cứu khả thi: Tháng 12 năm 2010 ~ Tháng 3 năm 2012
  - Thiết kế cơ bản/chi tiết : Tháng 9 năm 2012 ~ Tháng 12 năm 2017
  - Thi công: 30 tháng 9 năm 2019 ~ 2026
- Nút giao thông · giao lộ
  - Tên chưa được hoàn thiện và có thể thay đổi trong tương lai.
  - Gonjiam JC (Đường cao tốc Jungbu)
  - Sinchon IC (Gyeongchung-daero)
  - Sanbuk IC (Tỉnh lộ 98, Tỉnh lộ 333)
  - S.Yangpyeong JC (Đường cao tốc Jungbu Naeruyk)

### Phần Incheon ~ Ansan (Đầu tư công)
- Yeonsu JC của Đường cao tốc Gyeongin thứ hai, Sinheung-dong, Jung-gu, Incheon ~ Sihwa JC của Đường cao tốc Pyeongtaek–Siheung, Seonggok-dong, Danwon-gu, Ansan-si, Gyeonggi-do (mới thành lập) dài 22.3 km (Khứ hồi 4, 6 làn xe)
  - Đề xuất riêng : tháng 3 năm 2007
  - 30 tháng 10 năm 2017 phần Sihwa MTV bắt đầu xây dựng đầu tiên vào tháng 4 năm 2018, nó đã được chuyển thành dự án tài chính,[6] dự kiến khánh thành tháng 6 năm 2023[7]
- Nút giao thông · giao lộ
  - Tên của các nút giao thông và giao lộ khác ngoài Songdo JC vẫn chưa được hoàn thiện và có thể được thay đổi sau.
  - Songdo JC (Đường cao tốc Gyeongin thứ hai, đoạn Yeonsu ~ Songdo)
  - Songdo IC
  - S.Songdo IC
  - Sihwa IC (Jeongwangcheon-ro)
  - S.Ansan JC (Đường cao tốc Pyeongtaek–Siheung)